# 온난화대응농업연구소
온난화대응농업연구소(溫暖化對應農業硏究所, Agricultural Research Center for Climate Change)는 국립원예특작과학원의 소속기관이다. 2015년 1월 6일 발족하였으며, 제주특별자치도 제주시 아연로 281에 위치하고 있다. 소장은 서기관·기술서기관 또는 농업연구관으로 보한다.

## 연혁
- 1952년 5월 10일: 중앙축산기술원 소속으로 제주지원 설치.[2]
- 1962년 4월 1일: 농촌진흥청 소속 제주시험장으로 개편.[3]
- 1994년 12월 23일: 제주농업시험장으로 개편.[4]
- 2004년 1월 9일: 제주농업시험장을 폐지.[5]
- 2008년 10월 8일: 국립원예특작과학원 소속으로 온난화대응농업연구센터 설치.[6]
- 2015년 1월 6일: 온난화대응농업연구소로 개편.[7]